# Нина Амисон
Нина Амисон, пуног имена Наима Захра Амисон (фр. Naima-Zahra Amison, арап. نعيمة الزهراء أميسون; Франкфурт на Мајни, 10. октобар 2003) џибутска је пливачица и олимпијка чија ужа специјалност су спринтерске трке слободним и прсним стилом. 

## Спортска каријера
Нина је дебитовала на међународној пливачкој сцени током 2021, а прво велико такмичење на ком је учествовала је било Светско првенство у малим базенима које је у децембру исте те године одржано у Абу Дабију. Потом је наступала на Играма исламске солидарности у Коњи 2022. (13. место на 50 прсно), те на светском првенству у Фукуоки 2023. (50. место на 50 прсно). 
Прво резултатски запаженије такмичење на којем је наступила је било Првенство афричке зоне 3 одржано крајем новембра 2023. у Кигалију, где је успела да освоји три бронзане медаље, у тркама на 50 слободно, 50 прсно и 200 мешовито. 
На свом другом учешћу на светским првенствима, у Дохи 2024. такмичила се у тркама на  50 слободно (102) и 50 прсно (40. место). 
Захваљујући специјалној позивници учествовала је и на Олимпијским играма у Паризу исте године.   
У Паризу је пливала у квалификацијама трке на 50 метара слободним стилом. Наступила је у првој квалификационој групи где је пливала у стази 4, и са временом од 33,69 секунди заузела је треће место у својој квалификационој групи, односно укупно 75. место у конкуренцији 79 такмичарки.